# Sen we śnie
Sen we śnie – singel polskiej piosenkarki Sanah oraz wokalisty Grzegorza Turnaua z albumu studyjnego Uczta. Singel został wydany 31 marca 2022 roku.
Nagranie otrzymało w Polsce status poczwórnej platynowej płyty w 2024 roku.
Singel zdobył ponad 23 miliony wyświetleń w serwisie YouTube (2024) oraz ponad 24 miliony odsłuchań w serwisie Spotify (2024).

## Nagrywanie
Utwór został wyprodukowany przez Arkadiusza. W utworze wykorzystano tekst, którego autorem jest Edgar Allan Poe, w tłumaczeniu Włodzimierza Lewika.

## Twórcy
- Sanah, Grzegorz Turnau – słowa[4][5]
- Zuzanna Irena Grabowska, Grzegorz Turnau – tekst[4][5]
- Arkadiusz – produkcja[4]

## Certyfikaty
| Kraj          | Certyfikat         |
| ------------- | ------------------ |
| Polska (ZPAV) | 4× platynowa płyta |